# 覺羅巴彥學
觉罗巴彦学（1727年—1794年），字缉之，号洙源，满洲镶白旗人。清朝官员，进士出身。

## 生平
乾隆庚午举人，辛未联捷进士。后授兵部主事，侍读学士，累迁左副都御史。乾隆三十三年任顺天乡试同考官，三十四年会试同考官。善诗文，有诗收录在《钦定熙雅朝颂集》。

## 家庭
- 曾祖都统、大学士觉罗巴哈纳。